# Jonas Brothers
Jonas Brothers은 조나스 브라더스의 두 번째 정규 음반이다. 2007년 8월 7일 미국에서 발매되었다. 싱글로는 "Year 3000", "Hold On", "SOS", "When You Look Me in the Eyes" 등으로 발매되었다.
빌보드 200에서는 5위, 영국 앨범 차트 9위, 스페인 앨범 차트 5위, 켄터 아메리칸 앨범 차트 1위 등을 기록하였다.

## 트랙 리스트
1. "S.O.S"
2. "Hold On"
3. "Goodnight and Goodbye"
4. "That's Just the Way we Roll"
5. "Hello Beautiful"
6. "Still In Love With You"
7. "Australia"
8. "Games"
9. "When You Look Me In The Eyes"
10. "Inseparable"
11. "Just Friends"
12. "Hollywood"
13. "Year 3000"
14. "Kids Of The Future"